# قائمة القرون
الصفحات الواردة أدناه تحتوي على معلومات حول الأحداث في قرون و آلاف السنين محددة.